# Spöstraff i Singapore

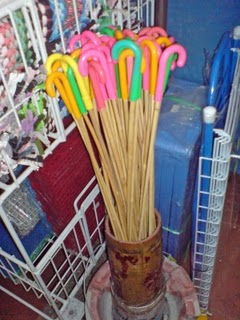
Käppar som säljs i detaljhandeln, som används av föräldrar att disciplinera barn hemma.

Spöstraff är ett vanligt förekommande straff i Singapore. Spöstraff kan förekomma i olika sammanhang: som straff till följd av ett domslut, inom det militära, i skolvärlden, i hemmet eller i annat korrigerande syfte.
Av dessa olika sammanhang är det sannolikt vanligast att spö fastställs som straff för en straffrättslig överträdelse. Endast manliga förbrytare under 50 års ålder kan komma ifråga för detta straff, men då för ett mycket stort antal förseelser i den nationella lagstiftningen. Spö är också ett möjligt straff för manliga soldater i Singapores försvarsmakt och ges då i försvarsmaktens arrester. Spö kan också förekomma vid ungdomsvårdsskolor (arbetshus) och som bestraffning för interner.
En mildare form av spöstraff används i många skolor för att bestraffa pojkar som gjort sig skyldiga till allvarligare förseelser. Aga i hemmet är inte förbjudet i Singapore. För detta ändamål används ofta en mindre käpp eller annat föremål.

## Spö som straff

### Historik
Spöstraff , i form av en lagenlig påföljd, introducerades först i Singapore och Malaysia som då var en del av Brittiska Malaya. Ursprungligen reglerades straffet i lagen Straits Settlements Penal Code Ordinance IV. Vid den här tiden var brotten för vilka spö kunde utdömas ungefär samma som de spöstraff som kunde utdömas i England och Wales. Bland dessa förseelser fanns:
- Rån
- Grov stöld
- Inbrott
- Överfall med avsikt att begå någon form av sexuellt övergrepp
- En andra eller upprepad våldtäktsdom
- En andra eller upprepad förseelse med anknytning till prostitution
- Att leva av eller tjäna pengar på sexhandel

Spöstraffet levde kvar i lagen även efter att Malaysia förklarat sig självständigt och även i Singapore då detta upphörde att vara en del av Malaysia. Efterföljande lagstiftning har under åren fastställts av parlamentet och har bland annat omfattat en ökning av det minimiantal slag en dömd person får och likaså det antal straff som kan bestraffas med spö.

### Legala grunder
Paragraf 227-233 i Singapores lag reglerar prygelns utförande, bland annat:
- En dömd man mellan 18 och 50 år och som av medicinsk personal förklarats fullt frisk kan bestraffas med spö. En läkare ska övervaka sessionen och beordra att den avbryts om denne anser att fången inte (längre) är frisk nog att motta fler slag. I så fall utdelades de vid ett senare tillfälle.
- Han får maximalt 24 rapp vid varje enskilt tillfälle, oberoende av hur många brott han begått.
- Om förövaren är under 18 år kan han få upp till 10 rapp, men en tunnare rotting används i dessa fall. Pojkar under 16 kan bara dömas till spöstraff av högsta domstolen, ej av lägre rättsinstanser.
- Förövaren får inte bestraffas med spö om han dömts till döden (benådas fången, t ex för mord, kan dock prygel kombinerat med fängelse ersätta dödsdomen).
- Rottingen får inte överstiga en halv tum (1,27 cm) i diameter och 1,2 meter i längd.

Alla manliga förövare, oberoende av om de dömts till spö eller ej, kan bli pryglade i fängelse om de begått allvarligare disciplinbrott mot fängelsets regler. I dessa fall förekommer en mindre komplex prövning av förseelsen i sig, och beslutet kan överklagas.

### Statistik
År 1993 pryglades 3244 personer. År 2007 hade denna siffra ökat till 6404 domar. 95% av dessa domar verkställdes.
Spöstraff verkställs på flera platser i landet, framför allt i fängelset i Changi, men också i Queenstown där Michael P. Fay straffades 1994. Spöstraff verkställs också på rehabiliteringscentra.

### Rottingen
En rotting är 1,2 m lång och ca 1,27 cm tjock.  Den används för spöstraff i fängelser och vid avkunnade domar. Den är ungefär dubbelt så tjock som den rotting som används i skolor och i militära sammanhang. Innan straffet verkställs blötläggs rottingen i vatten för att göra den tyngre och böjligare. Myndigheterna förnekar att rottingen läggs i saltlake men att den behandlas med desinfektionsmedel innan användning för att förhindra infektion. En tunnare rotting används för förövare under 18 års ålder. 

## Kritik
Amnesty International har fördömt användandet, och menar att straffet är grymt, inhumant och kränkande. Många observatörer från olika länder menar att det strider mot artikel 1 i Förenta nationernas konvention mot tortyr. Singapore har dock inte skrivit på konventionen, vilket gör den verkningslös gentemot Singapore.